# Sonate K. 115
La sonate K. 115 (F.74/L.407) en ut mineur est une œuvre pour clavier du compositeur italien Domenico Scarlatti.

## Présentation
La sonate K. 115, en ut mineur, « est l'un des chefs-d'œuvre de Scarlatti ». Sonate dramatique et sauvage, elle se construit sur trois idées thématiques. Chacune est séparée par une mesure à vide surmontée d'un point d'orgue (mesures 20 et 57), à laquelle le compositeur donne un caractère expressif extraordinaire, en rompant la continuité rythmique, renforcée d'« acciaccatures incroyables » et de modulations imprévues. Les moyens techniques sont « diaboliquement variés » : arpèges précipités vers le grave du clavier, longs trilles d'une mesure au début de la seconde section, croisements de mains et sauts vers la fin, arpèges brisés, accords de quatre sons, etc.
Kirkpatrick nomme les sonates à laquelle appartient la K. 115 « la période flamboyante », qui comprend également les sonates K. 43 à 57, K. 96 et 116, à la forme très dynamique et d'une « richesse intérieure » sans commune mesure avec les Essercizi, dont la forme est relativement simple et la richesse plutôt « extérieure ».

## Manuscrits

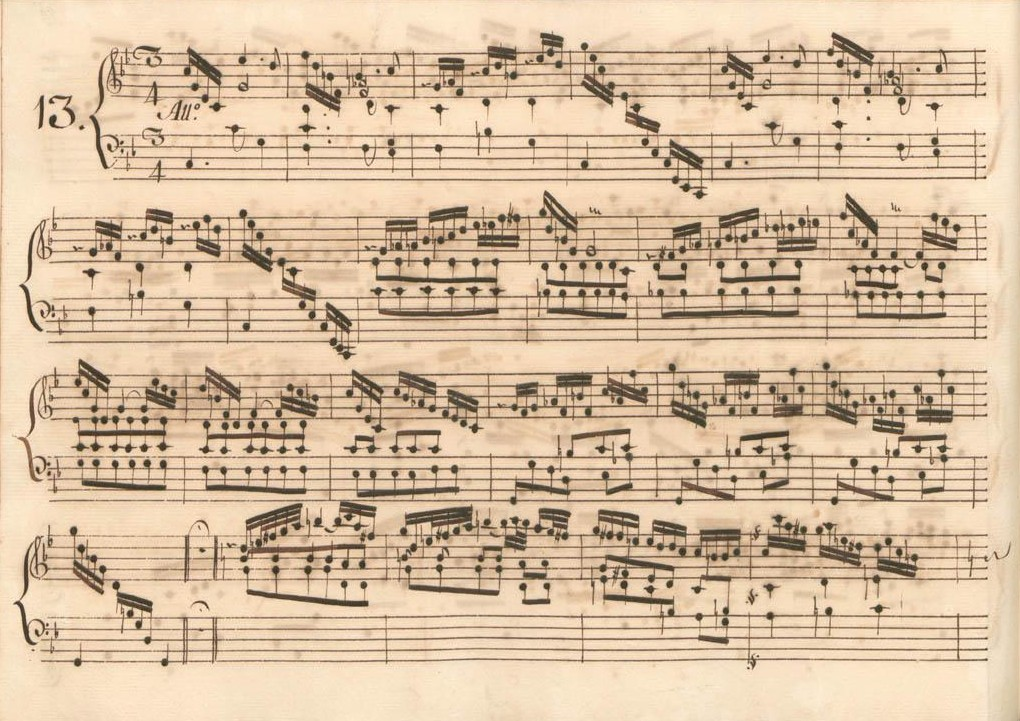
Début de la sonate, extraite du volume III du manuscrit de Parme.

Les sources principales sont le numéro 18 du manuscrit de Venise XV (Ms. 9771) copié en 1749 pour Maria Barbara et Parme III 13 (Ms. A. G. 31408). Les autres sources sont Münster IV 37 (Sant Hs 3967) copié en 1754 et Vienne B 37 (VII 28011 B) et G 7 (VII 28011 G). Une copie figure à la Morgan Library, au sein du manuscrit Cary 703 (no 43) ; deux à Saragosse : source 2, B-2 Ms. 31 fos 43v-45r (no 22) et source 3, B-2 Ms. 32, fos 101v-103r (no 51) ; une à Londres, manuscrit Worgan, Add. Ms. 31553 (no 23).

## Interprètes
La sonate K. 115 est défendue au piano par András Schiff (1987, Decca), Carlo Grante (2009, Music & Arts, vol. 2), Lucas Debargue (2019, Sony) et Christoph Ullrich (2019, Tacet, vol. 3) ; au clavecin par Ralph Kirkpatrick (1954, Sony), Huguette Dreyfus (1967, Valois), Elżbieta Stefańska-Łukowicz (1973, LP Muza Polskie), Scott Ross (1985, Erato), Ursula Duetschler (1988, Claves), Ton Koopman (1988, Capriccio), Jean-Patrice Brosse (1989), Andreas Staier (1996, Teldec), Emilia Fadini (2007, Stradivarius), Richard Lester (2009, Nimbus, vol. 6), Carole Cerasi (2010, Metronome), Frédérick Haas (2016, Hitasura Productions), Bertrand Cuiller (Alpha), Justin Taylor (2018, Alpha) et Amaya Fernández Pozuelo (2019, Stradivarius).

## Sources
: document utilisé comme source pour la rédaction de cet article.
- Ralph Kirkpatrick (trad. de l'anglais par Dennis Collins), Domenico Scarlatti, Paris, Lattès, coll. « Musique et Musiciens », 1982 (1re éd. 1953 (en)), 493 p. (OCLC 954954205, BNF 34689181).
- Alain de Chambure, « Domenico Scarlatti : Intégrale des sonates — Scott Ross », p. 185, Erato (2564-62092-2), 1985 (OCLC 891183737) .
- François-René Tranchefort (dir.), Guide de la musique de piano et de clavecin, Paris, Fayard, coll. « Les Indispensables de la musique », 1987, 578 p. (ISBN 978-2-213-01639-9, OCLC 17967083), p. 641.